# La Petite Fille du réverbère
La Petite Fille du réverbère est un roman de Calixthe Beyala paru le 2 janvier 1998 aux éditions Albin Michel. Le livre raconte l'histoire de Beyala, une jeune fille qui vit dans les années 1960 à Douala, au Cameroun.

## Historique du roman

### Écriture du roman
Le récit commence avec la naissance de Beyala, qui est abandonnée par sa mère, Andela, et élevée par sa grand-mère. Cette dernière est une femme forte et autoritaire qui joue un rôle essentiel dans la vie de la jeune fille.
Beyala grandit dans un environnement difficile, marqué par la pauvreté et la violence. Elle est surnommée « la petite fille du réverbère » en raison de sa propension à errer dans les rues de Douala, à la recherche de réponses et de sens.
Au fil de l'histoire, Beyala découvre les secrets de sa famille et les raisons de l'abandon de sa mère. Elle apprend également à se débrouiller dans un monde difficile et à trouver sa propre voie.
Le roman explore des thèmes tels que la pauvreté, la violence, l'abandon, la recherche de soi et la quête de sens. Il offre également une vision unique de la vie au Cameroun dans les années 1960 et des défis auxquels les femmes et les enfants doivent faire face dans ce contexte.

## Résumé
La petite fille du réverbère, un roman qui se déroule dans les années 1960 à Kassalafam, un quartier populaire de la ville de Douala au Cameroun. La narratrice, Beyala B'assanga Djuli, surnommée tapoussière en raison de sa saleté, vit avec sa grand-mère, une femme autoritaire qui joue un rôle essentiel dans sa vie. Elle est animée par un désir ardent d'apprendre, de réussir et de s'élever au-dessus de sa condition. Tapoussière rêve de surmonter les obstacles qui l'entourent et de gagner la considération des hommes et des femmes, afin de s'en sortir et de construire un avenir meilleur pour elle-même.  La vie de Beyala tourne autour de sa grand-mère, qui rêve de reconstruire le royaume d'Issogo, leur ville natale, et de restaurer l'honneur de leur famille.
Cependant, Beyala est confrontée à deux problèmes qui l'empêchent de trouver la paix à savoir la disparition de ses parents et la personnalité contrôlante de sa grand-mère. Andela, la mère de Beyala et la fille de la grand-mère, l'a abandonnée, laissant derrière elle un vide émotionnel. Beyala sait que sa mère a été mariée contre son gré par sa grand-mère, qui refuse de répondre à ses questions sur son père, se considérant à la fois comme la mère et le père de Beyala. Cette situation pousse Beyala à chercher des réponses et à se forger son propre chemin dans la vie.

## Distinctions
En 1998, Calixthe Beyala reçoit le Grand Prix de l'Unicef pour son roman La Petite Fille du réverbère 2019.